# Yalçın Granit
Yalçın Granit, né le 12 septembre 1932, à Istanbul, en Turquie, et mort le 1er novembre 2020 est un joueur et entraîneur turc de basket-ball. 